# Walter Czollek
Walter Czollek (* 8. April 1907 in Charlottenburg; † 23. April 1972 in Ost-Berlin) war ein deutsch-jüdischer kommunistischer Widerstandskämpfer und Leiter des Verlages Volk und Welt in der DDR.

## Leben
Czollek ist der Sohn eines Kaufmanns; nach dem erfolgreichen Besuch eines Gymnasiums absolvierte er ab 1924 eine kaufmännische Ausbildung und arbeitete bis 1933 in diesem Beruf. Dabei erwarb er zusätzlich eine Qualifikation für Herstellung und Verarbeitung von Kunstseidengewebe. Von 1928 bis 1930 studierte er Volkswirtschaft an der Deutschen Hochschule für Politik in Berlin-Schöneberg. 
1929 trat er der KPD bei und war bis 1933 geheimer Mitarbeiter im M-Apparat. Nach der Machtübernahme der Nationalsozialisten engagierte er sich im Widerstand gegen das NS-Regime. Czollek wurde 1934 zu zwei Jahren Zuchthaus verurteilt und war in Luckau und in der Berliner Prinz-Albrecht-Straße, 1936 im KZ Lichtenburg, 1937 im KZ Dachau und 1938 im KZ Buchenwald in Haft, wo er als Sanitäter vielen jüdischen Häftlingen das Leben rettete.
Im Mai 1939 wurde er aus Deutschland ausgewiesen. Von Juni 1939 bis 1947 lebte er in Shanghai. Dort leitete er bis 1941 eine illegale Radiostation der Kommunistischen Partei Chinas, arbeitete 1939 bis 1947 als Übersetzer und Sprecher der deutschsprachigen Stimme der Sowjetunion in Shanghai und war Leiter der KPD in China. Nebenbei erledigte er Aufträge für einen sowjetischen Nachrichtendienst. Im November 1945 war er Mitbegründer der Residents Association of Democratic Germans in Shanghai.
1947 kehrte Czollek nach Berlin zurück und arbeitete für die Deutsche Treuhandverwaltung und das Berliner Industrie- und Handelskontor. Von 1950 bis 1952 war er Lektor für Zeitgeschichte beim Verlag Volk und Welt, danach zweiter Geschäftsführer und von 1954 bis 1972 Verlagsleiter als Nachfolger von Bruno Peterson. 1967 wurde er mit dem Vaterländischen Verdienstorden in Silber ausgezeichnet.

## Familie und Konfession
1954 ließ sich der Atheist Czollek seinen Austritt aus der jüdischen Gemeinde notariell beglaubigen, nachdem zahlreiche stalinistische Säuberungen gegen Juden gerichtet gewesen waren. Laut den Erinnerungen von Fritz J. Raddatz, der unter Czollek arbeitete, nannte sich Czollek einen „alten Spittelmarktjuden“ (in Anspielung auf das Berliner Viertel). Der Liedermacher und Politiker Michael Czollek war sein Sohn. Die Autorin Leah Carola Czollek ist seine Tochter, der Publizist Max Czollek sein Enkel.